# El brazo de la justicia
El brazo de la justicia (título original en inglés, Arms of Nemesis) es una novela histórica del escritor estadounidense Steven Saylor, publicada primero por St. Martin's Press en 1992. Es el segundo libro de su serie de novelas de misterio Roma Sub Rosa ambientadas en las últimas décadas de la República Romana. El principal personaje es el detective romano Gordiano el Sabueso.

## Sinopsis
Se ambienta en el año 72 a. C., cuando el gladiador rebelde Espartaco hace estragos por el campo italiano, y amenaza a la propia Roma.
A Gordiano el Sabueso le saca de la cama, en mitad de la noche, un nuevo cliente: Marco Mumio, un antiguo centurión y asesor militar de Marco Licinio Craso, el hombre más rico de Roma. Munio exige que Gordiano lo acompañe en un trirreme a la bahía de Puteoli esa misma noche, y no le altera la exigencia de Gordiano de unos honorarios extravagantemente altos. 
En una villa cerca de Nápoles, el amo ha sido asesinado, aparentemente por dos esclavos desaparecidos. Uno de los huidos escribió "Esparta" en el suelo con la sangre del muerto, lo que hace que muchos piensen en "Espartaco", indicando de esta manera que son partidarios del rebelde. Craso ha estado haciendo campaña para que le den el mando de un ejército para aplastar la rebelión; el asesinato de un pariente por un esclavo, en la propia villa de Craso, normalmente sería algo embarazoso, pero Craso ha decidido sacar partido al asunto. Según la ley de la Antigua Roma, todos los esclavos de la casa donde uno ha cometido un asesinato, deben ser ejecutados. Craso ha planeado un gran espectáculo en la arena dentro de tres días, donde serán ejecutados los noventa y nueve esclavos, para vengar el crimen de su pariente y demostrar al público que es el hombre correcto para defenderlos de Espartaco.

## Temas principales
Como en la novela precedente, Sangre romana, la novela está dominada por una figura histórica y su papel en la política de la República romana tardía. El brazo de la justicia se centra en Craso, retratándolo como un hombre hábil y despiadado, pero que se ve perjudicado por su afán de gloria. A pesar de ser fabulosamente rico, Craso destacó inicialmente por apoyar militarmente al dictador Sila, y se siente resentido porque se le conozca, sobre todo, como un avaro. Está particularmente celoso de Pompeyo, y está ansioso por procurarse el mando contra Espartaco antes de que Pompeyo, el candidato preferido para el mando, regrese de Hispania.
En sus notas finales, Saylor escribe que esta ansia de gloria más tarde llevará a la muerte de Craso, y la posterior condena que le hacen los historiadores. Craso murió en la desastrosa batalla de Carras, en una campaña financiada por él mismo contra el Imperio parto, sin razón aparente más que competir con la reputación militar de Pompeyo.
En la novela que le sigue, Asesinato en la Vía Apia, Gordiano explica a su hija que la muerte de Craso disolvió el Primer triunvirato entre este, Pompeyo y Julio César, exacerbando la rivalidad entre ellos dos y precipitando los acontecimientos que llevarían a la guerra civil.